# Вучитрн

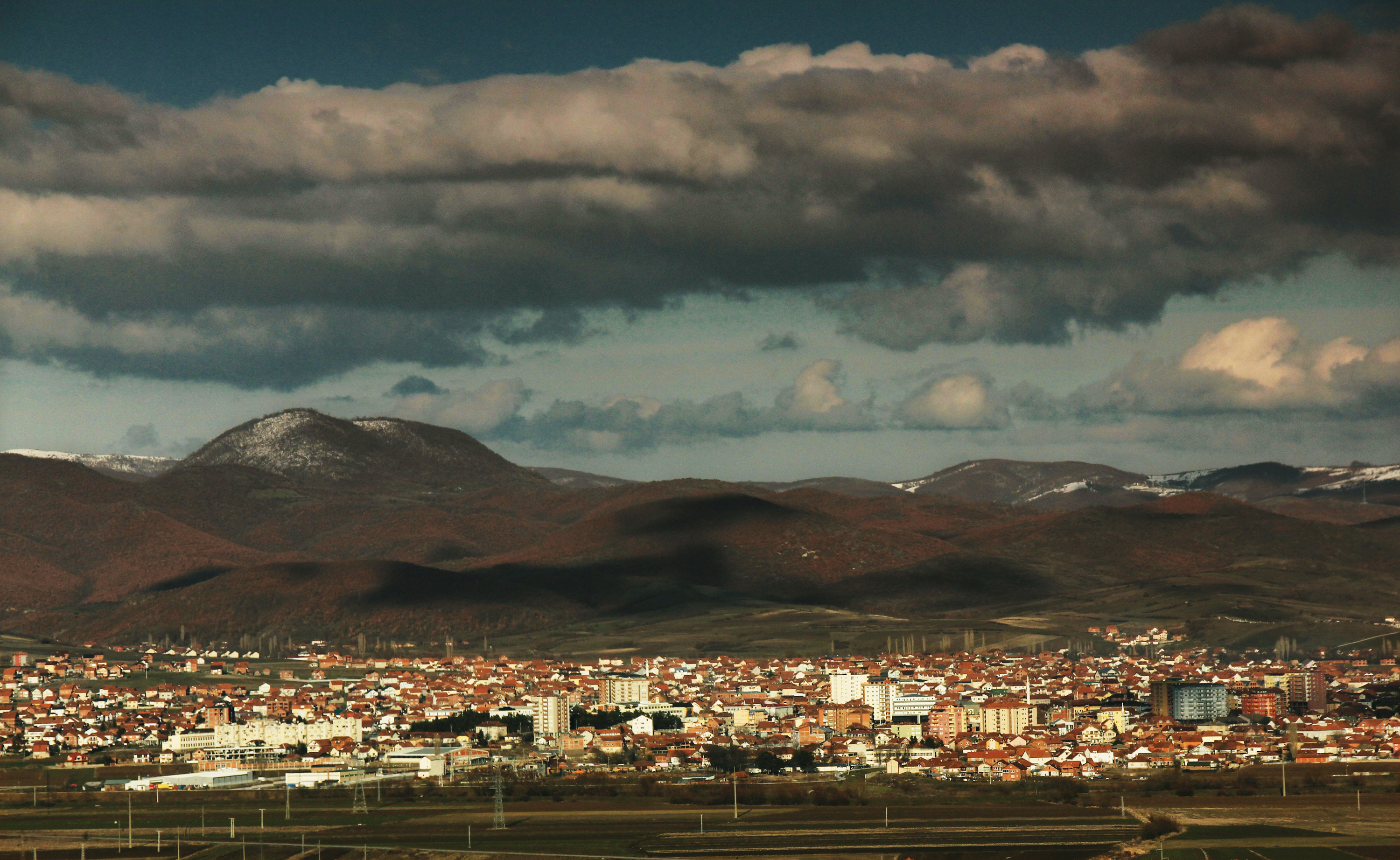

Вучитрн (алб. Vushtrri або Vushtrria; серб. Вучитрн, Vučitrn) — місто, розташоване в північній частині Республіки Косово. Із загальним населенням 69 870, муніципалітет Вучитрн є дев'ятим за величиною населення муніципалітетом в Косово. Має загальну площу 345 км², а щільність населення становить 202 осіб/км². Ця територія займає близько 3,2 % від загальної території Косова. Вучитрн оточений містами Митровиця на півночі, Подуєво (Бесіана) на сході, Обиліч (Кастріот) на півдні, Глоговац (Drenas або Gllogovc) на південному заході, і з Скендарай на заході. Муніципалітет Вучитрн має 67 сіл.
Вучитрн є старовинною місцевістю, на ній знаходилась іллірійська імперія. Культурні та історичні пам'ятники, залишені у спадок міста, є основною характеристикою міста. Замок, кам'яний міст, громадська лазня і Чешме були побудовані багато століть тому і є найбільшими пам'ятками міста.

## Економіка
Вучитрн є важливим економічним центром, в основному відомий як найбільший виробник картоплі в Косово. Відомий як центр багатьох заводів і великих компаній Косово, таких як: VIPA, GalvaSteel Llamkos, Binni, Berto, і т. д.

## Інфраструктура
У центрі Вучитрна, 25 км на північний захід від Приштини, розташована Косовська академія громадської безпеки, заснована у вересні 2006 року. Спочатку це була школа поліції, але з кінця 2011 року вона стає Косовською академією державної безпеки. KAPS, як виконавчий орган Міністерства внутрішніх справ, забезпечує базову та спеціалізовану підготовку в Поліції Косова, Косівській виправній службі, Косовській митниці, Агентстві з надзвичайних ситуацій та інших установах громадської безпеки.

## Відомі люди
- Йоргованка Табаковіч (нар. 1960) — сербський державний діяч, керуючий Центрального банку Сербії з 2012 року.